# Девять тел в мексиканском морге
«Девять тел в мексиканском морге» (англ. Nine Bodies in a Mexican Morgue) — телевизионный сериал в жанре триллер созданный Энтони Хоровицом. Сериал вышел 2 марта 2025 года на телеканале MGM+.

## Сюжет
После авиакатастрофы девять незнакомцев оказываются в мексиканских джунглях. Однако когда они начинают умирать один за другим, выжившие должны разгадать тайну и найти убийцу.

## В ролях
- Эрик Маккормак — Кевин
- Дэвид Аджала — Зак
- Лидия Уилсон — Соня
- Питер Гадиот — Карлос
- Шивон Максуини — Лиза
- Оскар Форонда — Ревуэльтас
- Оулавюр Дарри Оулафссон — Трэвис
- Адам Лонг — Дэн
- Ян Ле — Эми
- Орасио Коломе — радист

## Производство
Изначально проект был разработан Энтони Хоровицем в 2020 году совместно с Blumhouse Television для платформы Quibi. Шестисерийный мини-сериал создан и спродюсирован Хоровицем, который также написал сценарий. Наряду с Хоровицем, исполнительными продюсерами сериала от компании Eleventh Hour Films выступают Джилл Грин и Ева Гутьеррес.
В актёрский состав, во главе с Эриком Маккормаком в роли Кевина, также вошли Дэвид Аджала, Лидия Уилсон, Питер Гадиот, Шивон МакСуини, Олафур Дарри Олафссон и Адам Лонг.
Съёмки начались на Канарских островах весной 2024 года.

## Список эпизодов[5]
| № | Название        | Дата выхода   |
| - | --------------- | ------------- |
| 1 | Dead Reckoning  | 2 марта 2025  |
| 2 | Black Angel     | 9 марта 2025  |
| 3 | Rapido          | 16 марта 2025 |
| 4 | The Short Straw | 23 марта 2025 |
| 5 | Cloud Cover     | 30 марта 2025 |
| 6 | Body Bags       | 6 апреля 2025 |